# Терсакан (село)
Терсакан (каз. Терісаққан, бывшее Казгородок) — село в Жаксынском районе Акмолинской области Казахстана, является административным центром и единственным населённым пунктом административно-территориального образования «Села Терсакан». 
Код КАТО — 115275100.

## География
Село расположено в 110 км на юг от райцентра на берегу реки Терисаккан.

## История
Село образовалось в 1850 году. Предположительно русскими переселенцами. Административно входил в состав Атбасарского уезда Акмолинской области.
В советское время село именовалось как Казгородок.

## Население
В 1989 году население села составляло 1 774 человек (из них казахи являлись большинством).
В 1999 году население села составляло 1675 человек (852 мужчины и 823 женщины). По данным переписи 2009 года, в селе проживало 468 человек (228 мужчин и 240 женщин).
Динамика численности населения.
| 1989  | 1999  | 2009 |
| ----- | ----- | ---- |
| 1 774 | 1 675 | 468  |